# Campanula afganica
Campanula afganica — вид квіткових рослин з родини дзвоникових (Campanulaceae). Поширений в Алжирі й Тунісі.